# Thaumastogarypus longimanus
Thaumastogarypus longimanus är en spindeldjursart som beskrevs av Beier 1947. Thaumastogarypus longimanus ingår i släktet Thaumastogarypus och familjen gammelekklokrypare. Inga underarter finns listade i Catalogue of Life.